# Baryscapus oophagus
Baryscapus oophagus är en stekelart som först beskrevs av Otten 1942.  Baryscapus oophagus ingår i släktet Baryscapus och familjen finglanssteklar. Arten är reproducerande i Sverige. Inga underarter finns listade.